# Phaedrotes gorgonioi
Phaedrotes gorgonioi är en fjärilsart som beskrevs av Gunder 1925. Phaedrotes gorgonioi ingår i släktet Phaedrotes och familjen juvelvingar. Inga underarter finns listade i Catalogue of Life.